# 生源寺
生源寺（しょうげんじ）は、滋賀県大津市坂本にある天台宗の寺院。山号は比叡山。本尊は十一面観音。伝教大師最澄が生まれた場所に建てられている。

## 歴史
創建年代は延暦年間（782年 - 806年）である。日本天台宗の開祖である最澄によって、父・三津首百枝の居館跡であり、自らの生誕地でもある当地に建立された。本尊は慈覚大師円仁作の十一面観音で、延暦寺西塔の総里坊格の寺院であった。
織田信長によって元亀2年（1571年）に行われた比叡山焼き討ちで全焼する。現在の本堂は文禄4年（1595年）に詮舜によって再建され、宝永7年（1710年）に改築されたものである。江戸時代には一山の寺務を統括する重要な寺院であった。
生源寺の西隣にはかつて鎮守社であった大将軍神社がある。

## 境内
- 本堂
- 別當大師堂 - 最澄の高弟である別當大師光定を祀る。元々あった堂は延暦寺横川に恵心堂として移築された。
- 庫裏
- 傳教大師御産湯井 - 最澄の産湯に使われたとされる産湯の井戸。
- 最澄少年像
- 鐘楼
- 鎮守社
- 山門
- 破鐘 - 元亀2年（1571年）の比叡山焼き討ちの際に強く鳴らしたためにヒビが入った鐘。現在は坂本石積みの郷公園に移設されている。

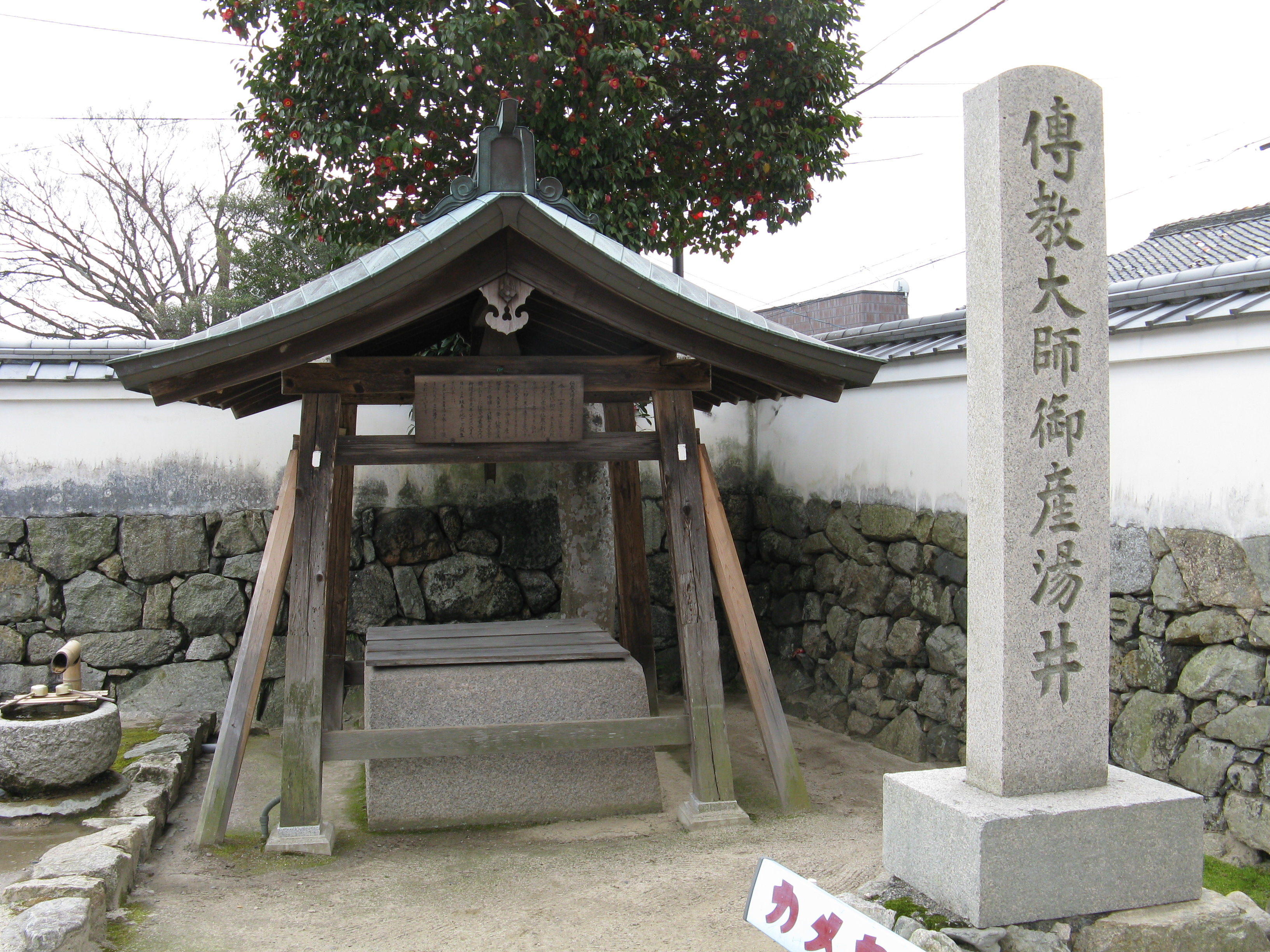
傳教大師御産湯井
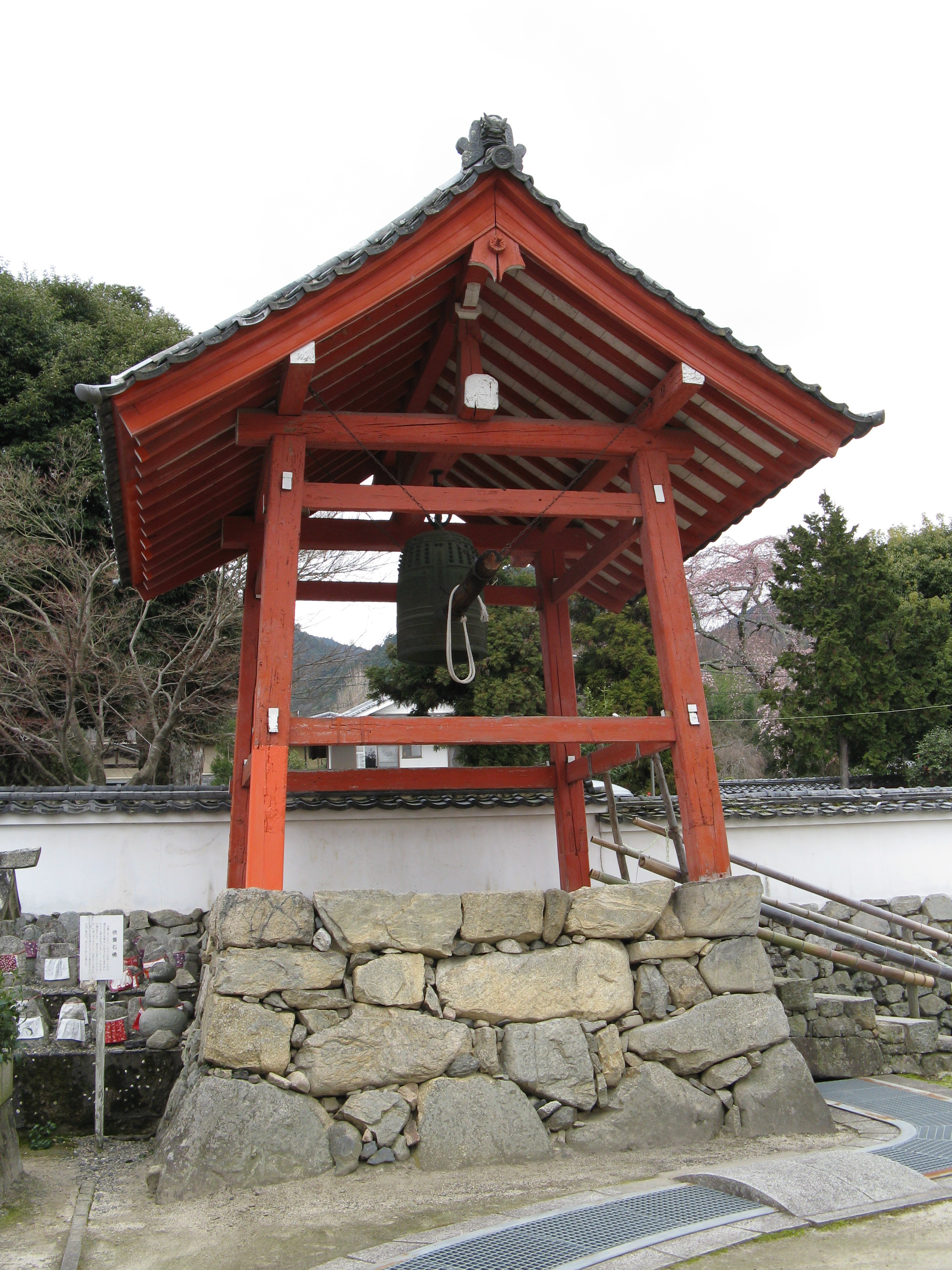
鐘楼
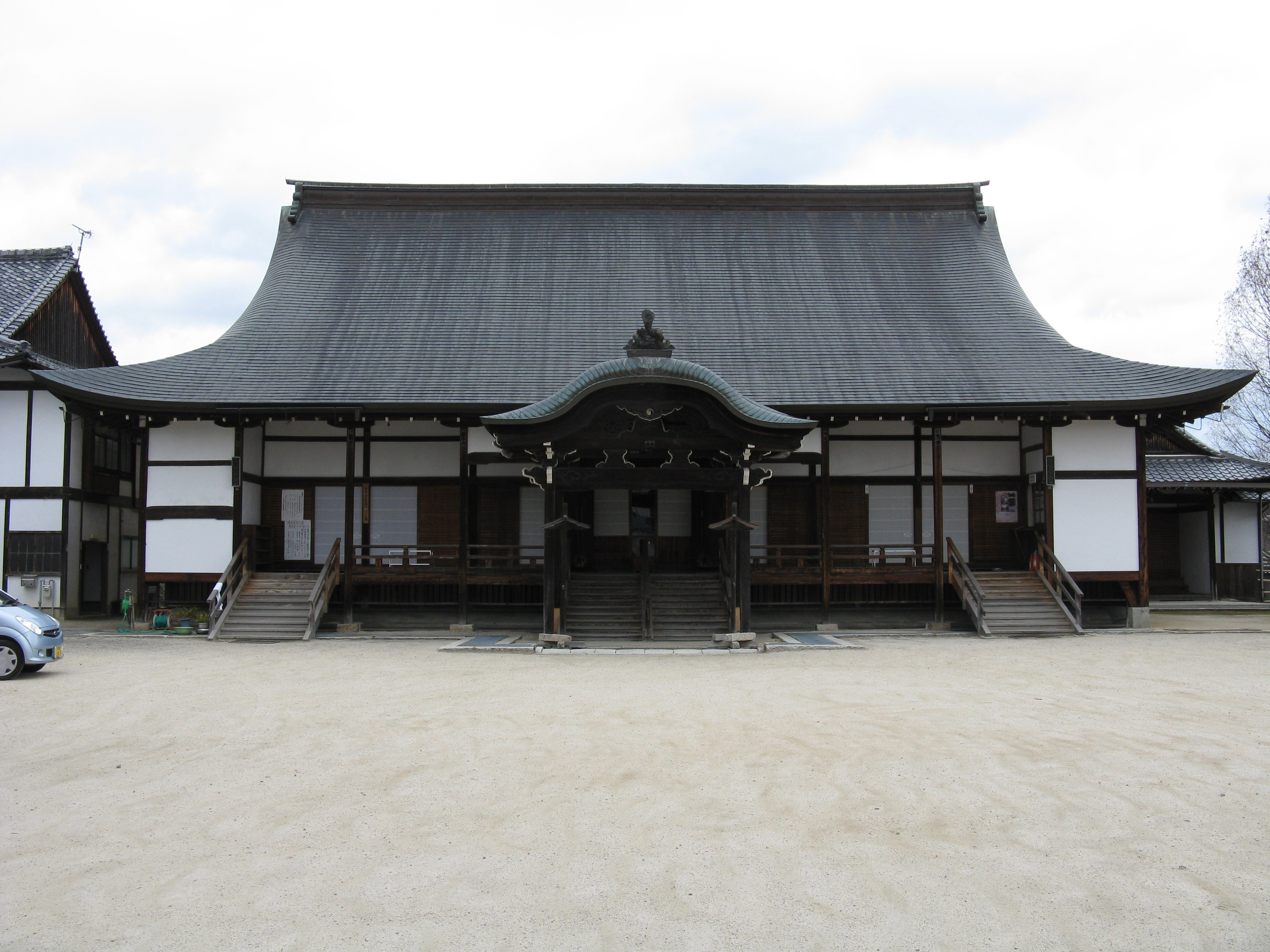
本堂

## 文化財

### 大津市指定有形文化財
- 絹本著色日吉山王垂迹神曼茶羅図 1幅（坂本山王講、生源寺伴）

## 前後の札所
近江西国三十三箇所
5 園城寺　-　6 生源寺　-　7 長谷寺
びわ湖百八霊場
7 盛安寺　-　8 生源寺　-　9 滋賀院門跡
真盛上人二十五霊場
4 日吉馬場六角堂　-　5 生源寺　-　6 誓願寺